# Dionysus
Dionysus je deveti studijski album britansko-australskog sastava Dead Can Dance. Diskografska kuća PIAS Recordings objavila ga je 2. studenog 2018., šest godina nakon objave prethodnog uratka Anastasis.

## Naslovnica i naziv
Na omotu albuma prikazana je posmrtna maska koju su izradili pripadnici meksičkog plemena Huichol.  Ime uratka odnosi se na Dioniza, boga vina u grčkoj mitologiji.

## Popis pjesama
Tekstovi i glazba: Brendan Perry i Lisa Gerrard. 
| 1.    | »Act I – Sea Borne«               | 6:44 |
| 2.    | »Act I – Liberator of Minds«      | 5:20 |
| 3.    | »Act I – Dance of the Bacchantes« | 4:35 |
| 4.    | »Act II – The Mountain«           | 5:34 |
| 5.    | »Act II – The Invocation«         | 4:56 |
| 6.    | »Act II – The Forest«             | 5:04 |
| 7.    | »Act II – Psychopomp«             | 3:53 |
| 36:06 |                                   |      |

Na svim se fizičkim inačicama te pjesme navode kao dijelovi dviju odvojenih pjesama.

## Recenzije
James Christopher Monger, glazbeni recenzent s mrežnog mjesta AllMusic, uratku je dodijelio četiri zvjezdice od njih pet i izjavio je: "Dionysus, nasljednik povratničkog LP-ja Anastasis iz 2012. pionirskog australskog art pop dua, lišava se uobičajenog pristupa utemeljenom na pjesmama i posvećuje se atmosferičnom, bakanalskom oratoriju koji je nadahnuo grčki bog vine i ekstaze. Podijeljen je u dvije skladbe koje se sastoje od sedam stavaka i otvara se kao kontrolirano stanje omamljenosti ayahuascom; uvojak aromatskog dima razvija se u bijesnu predbizantsku lomaču koju krase prastara skandiranja i drevni obredi." Zaključio je: "Kao neslužbena popratna glazba za ritualno ludilo, religijsku ekstazu, seks, vinarstvo i pjesmu Dionysus je odličan."
Na mrežnom mjestu Sputnikmusic album je dobio četiri boda od njih pet; recenzent je napisao: "Na Dionysusu se čini da Brendan Perry i Lisa Gerrard žele slaviti. Nije važno zašto; možda zato što i dalje stvaraju prekrasnu glazbu nakon svih ovih godina ili možda samo zato što tako traži bog vina. Ipak, povijest Dead Can Dancea dobilo je novo poglavlje i na vama je da odlučite želite li se pridružiti paradi ushićenja ili ne."

## Zasluge
| Dead Can Dance - Brendan Perry – vokali, instrumentacija, naslovnica, dizajn - Lisa Gerrard – vokali, instrumentacija | Ostalo osoblje - Geoff Pesche – masteriranje - DLT – omot albuma |

## Ljestvice
| Ljestvica (2018.)      | Najviša Pozicija |
| ---------------------- | ---------------- |
| Austrija               | 55.              |
| Belgija (Flandrija)    | 44.              |
| Belgija (Valonija)     | 25.              |
| Češka                  | 15.              |
| Italija                | 29.              |
| Nizozemska             | 40.              |
| Njemačka               | 8.               |
| Poljska                | 7.               |
| Portugal               | 12.              |
| Škotska                | 31.              |
| Španjolska             | 33.              |
| Švicarska              | 27.              |
| Ujedinjeno Kraljevstvo | 59.              |